# پائولا وایت
پائولا میشل وایت کین (متولد ۲۰ آوریل ۱۹۶۶) یک مبلغ تلویزیونی آمریکایی، رهبر حواری در جنبش کاریزماتیک مستقل و از طرفداران الهیات رفاه است.
وایت رئیس هیئت مشاوران انجیلی کارزار ریاست‌جمهوری ۲۰۱۶ دونالد ترامپ بود. وایت نیایش را در اولین مراسم تحلیف ترامپ در ۲۰ ژانویه ۲۰۱۷ انجام داد. وایت اولین روحانی زن است که این دعا را انجام داده است. در نوامبر ۲۰۱۹، ترامپ وایت را به عنوان مشاور ویژه خود در ابتکار عمل ایمان و فرصت در دفتر ارتباطات عمومی منصوب کرد.
از سال ۲۰۱۴ تا می ۲۰۱۹، وایت کشیش ارشد مرکز مسیحی سرنوشت جدید، در آپوپکا، فلوریدا، که یک کلان کلیسای غیر مذهبی و چند فرهنگی است، بود. وایت قبلاً کشیش کلیسای بین‌المللی بدون دیوار در تامپا، فلوریدا بود، کلیسایی که او با کشیش و همسر آن زمانش رندی وایت در سال ۱۹۹۱ تأسیس کرد.
در ۷ فوریه ۲۰۲۵، دونالد ترامپ ایجاد دفتر ایمان کاخ سفید را به ریاست وایت اعلام کرد.

## اوایل زندگی
وایت با نام پائولا میشل فور در توپلوو، میسیسیپی به دنیا آمد. وی دختر مایرا جوآنل و دونالد پل فور سوم بود. والدین او یک فروشگاه اسباب‌بازی و صنایع دستی داشتند. ازدواج دونالد و مایرا فور زمانی که وایت پنج ساله بود به جدایی ختم شد. مادر وایت شهر توپلوو را ترک کرده و او را به ممفیس برد. جدایی و پس از آن خودکشی شوهرش، وایت، برادرش و مادرش را به فقر کشاند. مادر وایت الکلی شد. زمانی که او کار می‌کرد، پرستاران خانگی از دخترش مراقبت می‌کردند. وایت گفته است که در سنین شش تا سیزده سالگی توسط افراد مختلف در مناسبت‌های مختلف مورد آزار جنسی و جسمی قرار گرفته است. وایت گفته است که در آن مدت از پرخوری عصبی رنج می‌برده است.
مادر وایت زمانی که او ۹ ساله بود با یک دریاسالار دو ستاره در نیروی دریایی ایالات متحده ازدواج کرد. هنگامی که ناپدری او در مرکز پزشکی ملی نیروی دریایی مستقر بود، خانواده او به منطقه واشینگتن دی سی نقل مکان کردند. وایت از دبیرستان سنکا ولی در ژرمن تاون، مریلند فارغ‌التحصیل شد.
زمانی که وایت در سال ۱۹۸۴ در مریلند زندگی می‌کرد، در کلیسای خدا دمسکس به مسیحیت گروید. وایت بعداً ادعا کرد که مدت کوتاهی پس از تغییر کیش، رؤیایی از خدا دریافت کرده است.

## حرفه

### کلیسای بین‌المللی بدون دیوار
در سال ۱۹۹۱ پائولا و رندی وایت که در آن زمان ازدواج کرده بودند، مرکز مسیحی تامپا را در تامپا، فلوریدا تأسیس کردند. این کلیسا با مشکلات مالی مواجه بود و نمی‌توانست در دو سال اول حقوقی به وایت‌ها پرداخت نماید. این زوج با کمک‌های دولتی و دیگران زندگی می‌کردند. از سال ۱۹۹۱ تا ۱۹۹۸، کلیسا سه بار مکان خود را تغییر داد تا اینکه ملک را در خیابان گریدی شمالی ۲۵۱۱ در تامپا تأمین کرده و نام کلیسا را به کلیسای بین‌المللی بدون دیوار تغییر داد.
در حالی که کلیسا در سال ۱۹۹۹ در یک چادر در فضای باز خدمات ارائه می‌داد، گزارش داد که ۵۰۰۰ شرکت کننده در هفته و ۱۰۰۰۰ نفر در خارج از کلیسا توسط با ۲۳۰ خدمت، خدمات رسانی می‌شوند.
کلیسای بین‌المللی بدون دیوار، ملک همسایه را در وست کلمبوس درایو ۳۸۶۰ خریداری کرد تا محوطه تامپا خود را گسترش دهد. ملک به دست آمده یک انبار کانادا درای بود که بازسازی شد و تا سپتامبر ۲۰۱۴ به پناهگاه اصلی کلیسا تبدیل شد.
در سال ۲۰۰۲، کلیسای بین‌المللی بدون دیوار با خرید مکان کلیسای منحل شده خانه کارپنتر در لیکلند، فلوریدا گسترش پیدا کرد. در آن زمان، کلیسا گزارش داد که ۱۴۰۰۰ عضو دارد و ۲۰۰ خدمت از جمله آموزش شغلی، مبلغ دینی برای پروژه‌های مسکن عمومی ارائه می‌دهد و یک باشگاه نوجوانان را در اختیار دارد. این کلیسای با اجاره ملک شروع به برگزاری مراسم شنبه شب نیز در کلیسای خانه کارپنتر در لیکلند نمود. کلیسای خانه کارپنتر بعداً توسط کلیسای بین‌المللی بدون دیوار در سال ۲۰۰۵ به قیمت ۸ میلیون دلار خریداری شد و نام آن به کلیسای مرکزی بدون دیوار تغییر یافت.
در سال ۲۰۰۴، کلیسای بین‌المللی بدون دیوار گزارش داد که اعضای کلیسای جمعیتی بالغ بر ۲۰۰۰۰ نفر هستند، که بزرگ‌ترین جماعت در منطقه و هفتمین کلیسای بزرگ در ایالات متحده محسوب می‌شد. ممیزی که بعداً توسط کمیته سنای ایالات متحده به ریاست چاک گراسلی نماینده جمهوری‌خواه آیووا علنی شد، نشان داد که این کلیسا از سال ۲۰۰۴ تا ۲۰۰۶، ۱۵۰ میلیون دلار دریافت کرده است. گزارش سنا نشان می‌دهد که کلیسا وایت به همراه همسر سابقش، بودجه معاف از مالیات امورات کلیسا را خرج کرده‌اند، نزدیک به ۹۰۰۰۰۰ دلار برای عمارت ساحلی این زوج، بیش از یک میلیون دلار برای حقوق به اعضای خانواده و هزینه جت شخصی وایت‌ها پرداخت شده است. وایت و کلیسایش با تحقیقات همکاری نکردند. در سال ۲۰۱۱، گراسلی گزارشی را منتشر کرد که در آن یافته‌های کمیته خود را تشریح نمود، اما هیچ اقدام دیگری انجام نداد.
در ۱۲ ژوئیه ۲۰۰۹، وایت کشیش ارشد کلیسایی شد که او یکی از بنیانگذاران آن بود و جایگزین همسر سابقش، رندی وایت گردید، رندی اظهار داشت که به دلایل مرتبط با سلامتی از سمت کشیشی کناره‌گیری می‌کند اما در موقعیتی متفاوت با کلیسا در ارتباط خواهد بود.
در ۱ ژانویه ۲۰۱۱، پس از استعفای اسکات توماس، وایت کشیش ارشد کلیسای مرکزی بدون دیوار در لیکلند، فلوریدا شد که او را کشیش هر دو مکان کرد. در اوت ۲۰۱۱، پس از اینکه کلیسا نتوانست قبض ۵۰۰۰۰ دلاری را پرداخت کند، برق آن قطع شد، خدمات متوقف کلیسا گردید. یک سال بعد، در ۱ ژانویه ۲۰۱۲، وایت کشیش ارشد مرکز مسیحی نیو دنسیتی نیز شد. در ۲۰ ژوئن ۲۰۱۲، همسر سابقش، رندی وایت، مجدداً رهبری مکان تامپا را از سر گرفت.

### ورشکستگی
در سال ۲۰۰۸، سه سال پس از خرید ملک لیکلند، کلیسا بدون دیوار هر دو مکان را به دلیل مشکلات مالی برای فروش گذاشت. اتحادیه اعتباری مسیحی انجیلی در اواخر همان سال روند توقیف هر دو ملک را آغاز کرد. فروش دو قطعه زمین به شهر لیکلند، امکان تسویه حساب با اتحادیه اعتباری را در سال ۲۰۰۹ فراهم کرد و وام مسکن را تا سال ۲۰۱۳ تعدیل نمود. در نوامبر ۲۰۱۱، زمانی که وایت هنوز کشیش ارشد این مکان بود، رندی وایت همسر سابقش گفت که ملک لیکلند در آستانه فروخته شدن یا توقیف است. تا اکتبر ۲۰۱۲ و پس از عدم پرداخت وام، اموال کلیسای تامپا، تحت ضبط رهن اتحادیه اعتبار مسیحی انجیلی قرار گرفت. در یک ادعای متقابل ارائه شده در آن زمان، کلیسای بدون دیوار ادعا کرد که وایت ۶۰۰۰۰۰ دلار تجهیزات صوتی و تصویری متعلق به کلیسا را برای استفاده در کلیسای جدید خود در آپوپکا دزدیده است.
در ۴ مارس ۲۰۱۴، زمانی که وایت کشیش ارشد مرکز مسیحی نیو دنسیتی در آپوپکا بود، کلیسای بین‌المللی بدون دیوار برای فصل ۱۱ حمایت از ورشکستگی فدرال درخواست ارائه داد. در پاسخ، اتحادیه اعتبار مسیحی انجیلی، اعلام داشت کلیسا ۲۹ میلیون دلار به این اتحادیه بدهکار است، تشکیل پرونده را یک «تاکتیک دعوی قضایی» برای جلوگیری از توقیف دو مکان کلیسا خواند. وایت در یک مصاحبه تلویزیونی با ارین برنت در سی‌ان‌ان اظهار داشت: «من هرگز اعلام ورشکستگی نکرده‌ام. از بدون دیوار استعفا داده بودم. مطلقاً هیچ نقشی نداشتم.»

### خدمات پائولا وایت
وایت اولین پخش پائولا وایت امروز را در دسامبر ۲۰۰۱ ضبط کرد. تا سال ۲۰۰۶، برنامه او در ۹ شبکه تلویزیونی از جمله شبکه پخش ترینیتی، دی استار و تلویزیون سرگرمی سیاه ظاهر گردید.
مجله ابونی دربارهٔ وایت گفت: «وقتی محبوب‌ترین واعظ زن در شبکه سرگرمی سیاه یک زن سفیدپوست باشد، می‌دانید که در راه چیز جدید و مهمی هستید.».
وایت، تی دی جیکز را پدر معنوی خود می‌داند. جیکز از او دعوت کرد تا در کنفرانس سال ۲۰۰۰ خود با عنوان «زن تو آزاد شدی» صحبت کند. وایت همچنین در سال‌های ۲۰۰۴، ۲۰۰۵ و ۲۰۰۸ در جشنواره مگا به میزبانی جیکز در آتلانتا شرکت کرد.
وایت به مایکل جکسون، گری شفیلد و داریل استرابری خدمات مبلغی ارائه داده است. در سال ۲۰۰۳، پس از اتمام محکومیت استرابری به دلیل نگهداری کوکائین، وایت کشیش شخصی او شد. شاریس استرابری، همسر داریل در آن زمان، به عنوان دستیار وایت کار می‌کرد و او را در مراسم سخنرانی همراهی می‌نمود. وایت «مربی زندگی شخصی» تایرا بنکس نیز بود و در برنامه وی، شوی تایرا بنکس، در ۴ اکتبر ۲۰۰۶ در اپیزودی دربارهٔ هرزگی در این برنامه ظاهر شد.
در ۳۱ دسامبر ۲۰۱۱، هیئت مدیره کلیسای مسیحی نیو دنسیتی در آپوپکا، فلوریدا، اعلام کرد که وایت را به عنوان جانشین زکری تیمز به عنوان کشیش ارشد جدید منصوب کرده است. مرکز مسیحی نیو دنسیتی از زمان مرگ تیمز در اوت ۲۰۱۱ به دنبال جایگزینی برای او بود. همسر سابق تیمز، ریوا، شکایتی علیه هیئت مدیره تنظیم کرد، اما به استناد یک بند غرامت در قرارداد حل و فصل زناشویی خود در سال ۲۰۰۹، به سرعت آن را رها کرد.
وایت پس از شنیدن این جنجال، در طول خدمتی که او رهبری می‌کرد، خطاب به مرکز مسیحیان سرنوشت جدید گفت: «من از شما نمی‌خواهم که مرا دوست داشته باشید. از شما نمی‌خواهم که مرا دوست داشته باشید یا به من احترام بگذارید، زیرا برای به دست آوردن آن کار انجام می‌دهم. من همیشه از مردم می‌خواهم که یک سال از زندگی‌تان را به من بدهند، و قول می‌دهم که تغییر کنید.»
در سال ۲۰۱۲، پس از مرگ تیمز، وایت کشیش ارشد مرکز مسیحی نیو دنسیتی (که بعداً به شهر سرنوشت تغییر نام داد) شد. کار اجتماعی او توسط شهردار آپوپکا جو کیلشایمر ستایش شد.
در ۵ می ۲۰۱۹، وایت اعلام کرد که از سمت کشیش ارشد مرکز مسیحی نیو دنسیتی کناره‌گیری می‌کند و پسرش و همسرش کشیش‌های ارشد جدید خواهند شد. این کلیسا نیز به شهر سرنوشت تغییر نام داد. وایت گفت که به راه اندازی ۳۰۰۰ کلیسا و یک دانشگاه کمک خواهد کرد.
در مارس ۲۰۲۰، در بحبوحه دنیاگری کووید-۱۹، وایت گفت: «ما بیمارستانی هستیم برای بیماران روحی، کسانی که از نظر روحی بیمار هستند» و با استناد به مزمور ۹۱، ۹۱ دلار یا «شاید ۹ دلار یا هر آنچه خدا به شما می‌گوید انجام دهید» اهدا کنید. وایت به اهداکنندگان این اجازه را داد که بدانند که این پول به قربانیان این بیماری نمی‌رسد. پس از انتقادات گسترده از رویدادی در آریزونا که برای ۹ آوریل ۲۰۲۰ برنامه‌ریزی شده بود، و برای آن وعده «حفاظت فراطبیعی» داده بود، وایت از جمع‌آوری کمک مالی کنار رفت.

### دونالد ترامپ
وایت پس از تماشای برنامه تلویزیونی وی توسط دونالد ترامپ، کشیش شخصی او شد. ترامپ اولین بار در سال ۲۰۰۲ از طریق تلفن با وایت تماس گرفت. ترامپ بارها او را برای مطالعات خصوصی کتاب مقدس به آتلانتیک سیتی آورد و در برنامه تلویزیونی او ظاهر شد. در ژوئن ۲۰۱۶، جیمز دابسون، وایت را به خاطر گرویدن ترامپ به مسیحیت معرفی کرد. وایت بخشی از هیئت مشاوران انجیلی ترامپ در طول مبارزات انتخاباتی او برای انتخابات ریاست‌جمهوری بود و در مراسم تحلیف ترامپ دعای عبادت را انجام داد. وایت در سال ۲۰۲۴ گفت که به مدت ۲۰ سال در برج ترامپ در نیویورک یک آپارتمان داشته است.
از ژوئن ۲۰۱۶، وایت به عنوان یکی از مشاوران روحانی ترامپ به خدمت پرداخت و پس از انتخاب وی محافل دعای مختلفی را با او در کاخ سفید، از جمله در دفتر بیضی شکل، برگزار کرد. یکی از لحظات قابل توجه دعا، آغاز دعای وایت با پرزیدنت ترامپ در ۲۷ فوریه ۲۰۲۰، در مراسم پذیرش ماه تاریخ آفریقایی آمریکایی در اتاق کابینه بود. وایت رهبران سیاه‌پوست را هدایت کرد تا دست روی پرزیدنت ترامپ بگذارند، لحظه‌ای که به جذابیت ترامپ در میان جامعه سیاه‌پوست کمک کرد، پس از نگرانی‌های آنها دربارهٔ او قبل از انتخابش داشتند. در سال ۲۰۱۵، کشیش‌های سیاه‌پوست از ترامپ، کاندیدای وقت ریاست‌جمهوری آمریکا خواستند که به خاطر رفتار ناعادلانه با جامعه آفریقایی آمریکایی، و «همچنین از مکزیکی‌ها به خاطر الفاظ تحریک‌آمیزش» عذرخواهی کند. وایت، با کمک جک گراهام، مشاور هیئت وزیران، همکاری معنوی مداومی با ترامپ داشته است.
وایت در مصاحبه ای در ژوئیه ۲۰۱۸ در شبکه پخش مسیحی از طرفداران مهاجرت که به روایت انجیل در مورد مهاجرت عیسی به مصر استناد می‌کردند، انتقاد کرد و گفت: «بله، او سه سال و نیم در مصر زندگی می‌کرد. اما غیرقانونی نبود. اگر او قانون را زیر پا می‌گذاشت، پس گناهکار بود و مسیح ما نمی‌شد.» در پاسخ، ویلیام باربر دوم وایت را یک «ناسیونالیست مسیحی» خواند و گفت که «عیسی یک پناهنده بود و قانون را زیر پا گذاشت. او طبق قوانین روم به عنوان یک جنایتکار مصلوب شد.»
وایت سیاست مهاجرتی ترامپ، از جمله بازداشت کودکان مهاجر، را پذیرفت و مدعی شد که این شرایط غیرانسانی نیست. در رابطه با شرایط یک مرکز خاص، آسوشیتدپرس گزارش داد که «این مرکز مملو از صدها کودک دارای سوء تغذیه و کثیف بوده - که برخی از آنها مبتلا به آنفولانزا بودند - و مجبور بودند در غیاب بزرگسالان از یکدیگر مراقبت کنند.» اما وایت در سال ۲۰۱۹ و که به دنبال بازدید از این مراکز اعلام کرد، جوانان بازداشت شده «سه وعده غذایی در روز» دریافت می‌کنند. علاوه بر این، وایت گفت که «شرایط اسفناکی که توسط روزنامه نگاران فرصت طلب و وکلای مهاجرت گزارش شده است، وجود ندارد» زیرا جوانان «شلوغ» بودند اما در تأسیساتی که روزانه «اساسی تمیز» می‌شد و «کودکان شاد و خندان» در محل نگهداری بازی می‌کردند.
در سال ۲۰۱۹، ترامپ، وایت را به عنوان مشاور در مرکز ابتکار عمل ایمان و فرصت کاخ سفید منصوب کرد.
در سال ۲۰۲۰، وایت سخنرانی افتتاحیه مراسم روز ملی دعا را ایراد کرد.
وایت از کمپین انتخاب مجدد ترامپ در سال ۲۰۲۰ حمایت کرد و در مراسم آغاز کارزار انتخاباتی او در ژوئن ۲۰۲۰ دعا نمود. وایت هشدار داد که «مسیحیانی که از رئیس‌جمهور ترامپ حمایت نمی‌کنند، باید در برابر خدا پاسخگو باشند.» در ۴ نوامبر ۲۰۲۰، یک روز پس از انتخابات، زمانی که نتایج انتخابات نشان داد ترامپ در حال شکست خوردن از جو بایدن است، وایت در یک مراسم دعا ظاهر گشت که از طریق فیس‌بوک لایو پخش می‌شد، که در آن زمزمه می‌کرد و به‌طور مکرر از «تقویت فرشته‌ای» از «فرشتگان» از آفریقا و آمریکای جنوبی برای تضمین انتخاب مجدد ترامپ درخواست می‌کرد، همانند «بارش فراوان باران». این کلیپ در اینترنت به سرعت پخش شد و وایت مورد تمسخر قرار گرفت.
در ۶ ژانویه ۲۰۲۱، در راهپیمایی طرفداران ترامپ که قبل از حمله به ساختمان کنگره آمریکا برگزار شد، وایت قبل از سخنرانی ترامپ دعای افتتاحیه را خواند.
در ۶ فوریه ۲۰۲۵، اندکی پس از تحلیف مجدد ترامپ برای دومین دوره ریاست جمهوری، وی از ایجاد دفتر ایمان کاخ سفید با رهبری وایت خبر داد. انتصاب پائولا وایت به عنوان رهبری دفتر ایمان کاخ سفید به دلایل مختلفی مورد انتقاد رهبران مسیحی از جمله انجیلی‌های محافظه کار قرار گرفته است. منتقدان استدلال می‌کنند که وایت از نظر کتاب مقدس واجد شرایط کشیش بودن، شرایط نیست، برخی نیز اشاره می‌کنند که نقش او به عنوان یک کشیش زن با تفسیر آنها از آموزه‌های کتاب مقدس در مورد رهبری کلیسا در تضاد است. گذشته وایت، از جمله ازدواج‌های متعدد و رسوایی‌های ادعایی، برای یک رهبر مذهبی در چنین موقعیت برجسته ای مشکل ساز است. اتهاماتی وجود دارد که وایت در آموزه‌های خود وعده دادن برکات مادی در ازای کمک‌های مالی را می‌دهد و از مؤمنان آسیب‌پذیر سوء استفاده می‌کند.

## باورها
وایت طرفدار الهیات رفاه است.
در اوایل دهه ۲۰۱۰، خدمت او جنبه‌های رسولی و نبوی امروزی را به خود گرفت، که در مسیحیت کاریزماتیک مستقل رایج بود، زیرا او اسقف اعظم کاریزماتیک مستقل نیکلاس دانکن-ویلیامز را به عنوان پدر معنوی خود انتخاب کرد. خود وایت حداقل از سال ۲۰۱۲ یک «رهبر رسولی» بوده است.
وایت به دلیل اعتقادات مذهبی خود توسط چندین الهی‌دان و مبشر محافظه‌کار از جمله جان میسون، اسکات راس، جان روت مورد انتقاد قرار گرفته است که او را «بدعت‌گذار» و «نفرت‌انگیز» می‌خوانند. علاوه بر این، وی به دلیل داشتن مدرک دکترا در حالی که مدرک دانشگاهی یا حوزوی ندارد، مورد انتقاد قرار گرفته است. شای لین خواننده رپ مسیحی در آهنگی به نام "Fal$e Teacher$" به او حمله کرد. وایت در پاسخ به منتقدانش گفته است: "من را بدعت گذار، مرتد، زناکار، شارلاتان و معتاد نامیده و گزارش شده است که من یک بار اعلام ورشکستگی کرده‌ام و من تثلیث را انکار می‌کنم! زندگی من و تصمیماتم هیچ‌گاه بی‌عیب نبوده‌اند، هرچند هیچ‌چیز مانند آنچه در روزهای اخیر به‌طور نادرست منتقل شده است، نبوده است."
در ژانویه ۲۰۲۰، وایت به دلیل خطبه ای که در آن برای سقط جنین «همه بارداری‌های شیطانی» دعا می‌کرد مورد انتقاد قرار گرفت. وایت بعداً در توییتر نوشت که این نظر یک استعاره و اشاره ای به افسسیان ۶ بوده است. آندره گانیه، پژوهشگر انجیل‌گرایی آمریکایی و اصلاحات آپوستولیک جدید، بیان می‌کند که «کلمات وایت به دلیل زمینه دعاهای جنگ معنوی‌اش و زبان رمزآلودی که استفاده کرده، به اشتباه تفسیر شده است». او به جای آن، استدلال می‌کند که این اصطلاح به تخریب طرح‌های شیطانی علیه مسیحیان اشاره دارد. گانیه وایت را به عنوان «یکی از پرصداترین حامیان جنگ معنوی» توصیف کرده است.
در دسامبر ۲۰۲۱، وایت در «تجمع دعا برای صلح در شبه‌جزیره کره» که توسط فدراسیون صلح جهانی کلیسای اتحاد برگزار شده بود، شرکت کرد. در طول این رویداد، او هاک جا هان مون، بیوه بنیان‌گذار کلیسای وحدت، سان میونگ مون را «جواهری از سوی خدا» نامید و از «مادر مون به خاطر کار بزرگش به عنوان یک رهبر روحانی که خداوند را دوست دارد و در تلاش است تا قلب خدا را در تمام زمینه‌های درگیری در جهان آرام کند» تحسین کرد.

## بررسی کمیته مالی
به همراه سایر مبلغان تلویزیونی، خدمت او، کلیسای بین‌المللی بدون دیوار، موضوع یک تحقیق نامشخص از سوی کمیته مالی سنای ایالات متحده در سال‌های ۲۰۰۷ تا ۲۰۱۱ بود. این کمیته به بررسی عدم تناسب مالی پرداخته بود که می‌توانست بر وضعیت معافیت مالیاتی این سازمان مذهبی تأثیر بگذارد. بر اساس این گزارش، کلیسای بدون دیوار ۹۰۰٬۰۰۰ دلار از وجوه معاف از مالیات خدمت را برای پرداخت وام مسکن عمارت ساحلی وایت و همسرش، پرداخت حقوق به اعضای خانواده آنها و همچنین هزینه‌های جت خصوصی آنها صرف کرده است. هیچ اقدام دیگری در مورد گزارش صادر شده، انجام نگرفت.

## زندگی شخصی

### ازدواج و روابط
وایت سه بار ازدواج کرده است.
اولین ازدواج او در سنین نوجوانی بود. وایت یک سال پس از گرویدن به مسیحیت باردار شد. او و پدر روحانی، موسیقیدان محلی دین نایت، در سال ۱۹۸۵ ازدواج کردند. آنها در سال ۱۹۸۹ از یکدیگر طلاق گرفتند.
وایت در سال ۱۹۸۷ هنگام حضور در کلیسای خدا دمشق، در مریلند با همکار کشیش‌اش، رندی وایت ملاقات کرد. که ریاست کلیسا آن زمان بر عهده پدر وی بود. براساس کتاب ماوریکس مقدس، ملاقات با این موعظه‌کننده نسل سومی نقطه عطفی در زندگی او بود. این دو در سال ۱۹۸۹ از همسران خود طلاق گرفتند و یک سال بعد با یکدیگر ازدواج کردند و وایت مادر ناتنی فرزندان همسرش شد. کمی بعد، آنها به تامپا، فلوریدا نقل مکان کردند و کلیسای بین‌المللی بدون دیوار را تأسیس نمودند. در تاریخ ۲۳ اوت ۲۰۰۷، رندی وایت اعلام کرد که این زوج در حال جدایی هستند. بر اساس گزارش 'کریستین پست'، وایت گفته که طلاق آن‌ها دوستانه بوده و این دو همچنان دوست هستند."
در سال ۲۰۱۰، عکسی از وایت منتشر شد که در حال خروج از متلی در رم بود، در حالی که دست در دست با بنی هین، گوینده تلویزیونی بود. هین گفت: «دوستی ایجاد شد»، اگرچه «رابطه به پایان رسیده است». هر دو وجود یک رابطه عاشقانه را رد کردند.
در پایان سال ۲۰۱۴، موسیقیدان جاناتان کین از گروه راک جرنی طلاق خود را از همسر دومش نهایی کرد و با وایت که در طول ازدواجش با او ملاقات داشت، نامزد شد. در تاریخ ۲۷ آوریل ۲۰۱۵، این دو ازدواج کردند و وایت به مادری ناتنی فرزندان او تبدیل شد.

### خانواده
وایت از ازدواج اول خود یک فرزند به نام بردلی نایت دارد که در سال ۲۰۱۹ او را به عنوان رهبر ارشد کلیسای خود منصوب کرد
او نامادری سه فرزند، شوهر دومش، رندی وایت، و نامادری سه فرزند شوهر سوم خود، جاناتان کین است.